# Anders Morgenthaler
Anders Morgenthaler (nascut el 5 de desembre de 1972) és un dibuixant de còmics, autor de llibres infantils, animador i director de cinema danès.

## Biografia
Morgenthaler és un graduat de la Designskolen Kolding i de l'Escola Nacional de Cinema de Dinamarca. Després d'haver treballat com a presentador de televisió al programa infantil KatjaKaj og BenteBent del canal de televisió danès DR, i va dirigir diversos vídeos musicals, finalment va dirigir el llargmetratge Princess el 2006, el que li va valer un Premi Nordisk Film.
Abans d'això, la tira còmica Wulffmorgenthaler produïda en col·laboració amb el còmic Mikael Wulff, va cridar l'atenció i l'èxit el 2001. Un concurs de còmics anomenat Kalzone es va completar unes hores. abans de la data límit d'inscripció, presentat sota el pseudònim Pernille Richter Andersson, va donar lloc a la victòria a la competició, i a una publicació d'un mes al diari nacional Politiken. La tira es va convertir en una característica habitual al portal de cultura d'Internet de DR l'any 2002, i l'octubre de 2003 es va convertir en una tira de diari a Politiken. A causa de la naturalesa inusualment desinhibida i adulta de la tira, va provocar reaccions descontents dels lectors i cancel·lació de les subscripcions a Politiken, però la tira es va mantenir. Més tard es va distribuir al diari tabloide suec Aftonbladet el 2006. Les versions en anglès de la tira també apareixen com a webcomic popular, i programes de televisió centrats en el personatge recurrent Dolph, un hipopòtam blau feixista, s'ha produït en diverses encarnacions a DR.

## Filmografia
- Araki: The Killing of a Japanese Photographer (2003, curtmetratge)
- Raunchy - Watch Out (2004, vídeo musical)
- Princess (2006)
- Echo (2007)
- La poma i el cuc (Æblet og Ormen, 2009)
- The ABCs of Death - K és per a Klutz (2013, curtmetratge)
- I Am Here (2014)
- Mugge and the Street Party (2019)

## Premiss
- 2006: Premi Nordisk Film[4]